# Schwan-Stabilo
Schwan-Stabilo è un'azienda tedesca produttrice di strumenti di scrittura con sede a Heroldsberg, vicino a Norimberga.
Il gruppo Schwan-Stabilo annovera 3 divisioni: "Strumenti di scrittura" (Stabilo), "Cosmesi" (Schwan) e il più recente, "Outdoor", con quattro sussidiarie produttrici di equipaggiamento per attività all'aperto acquisite negli anni 2010, che sono: Deuter Sport GmbH (zaini), Ortovox (alpinismo), Maier Sports (sci) e l'ex marchio di Maier, Gonso (ciclismo).

## Storia

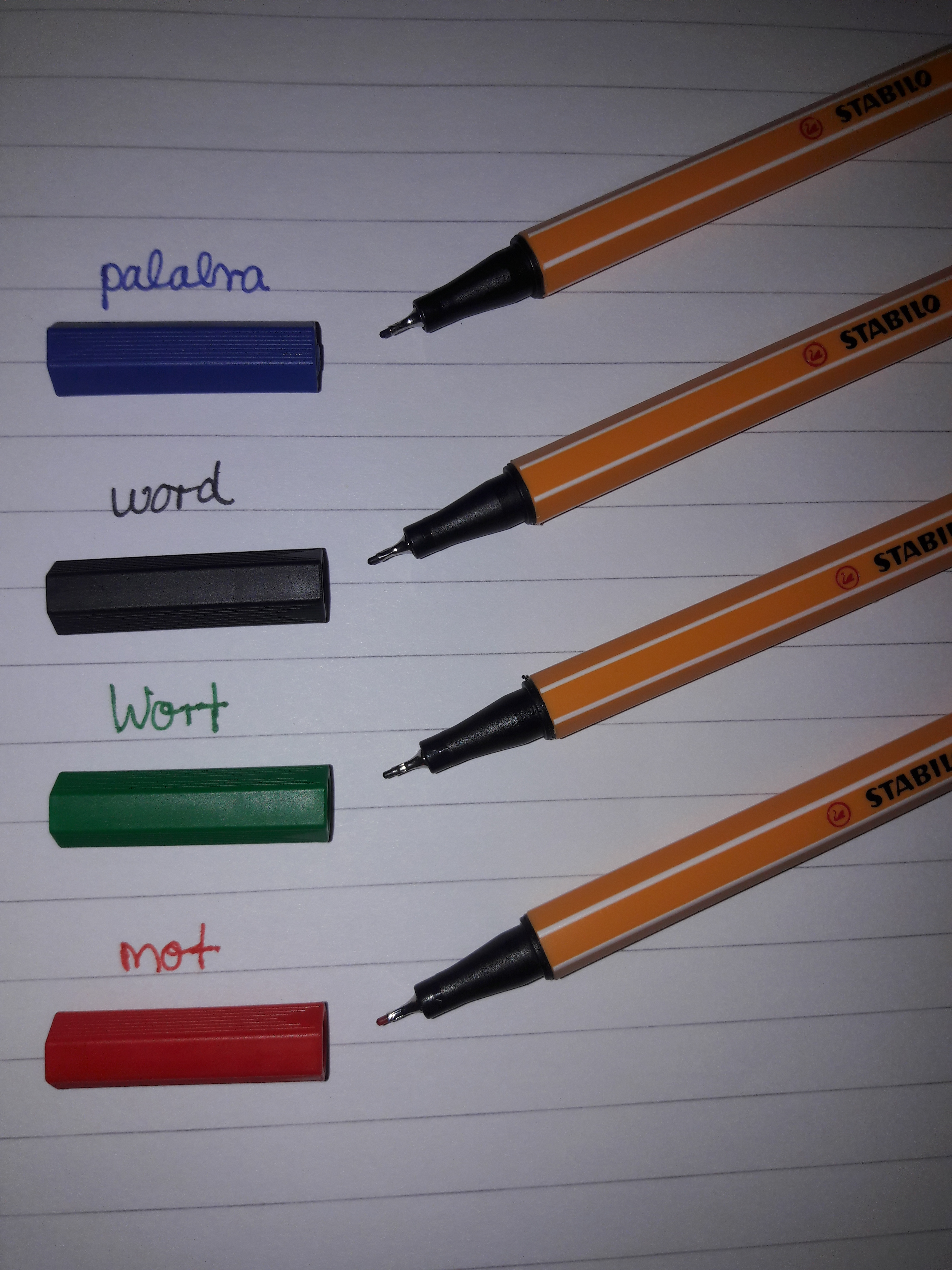
Stabilo Point 88

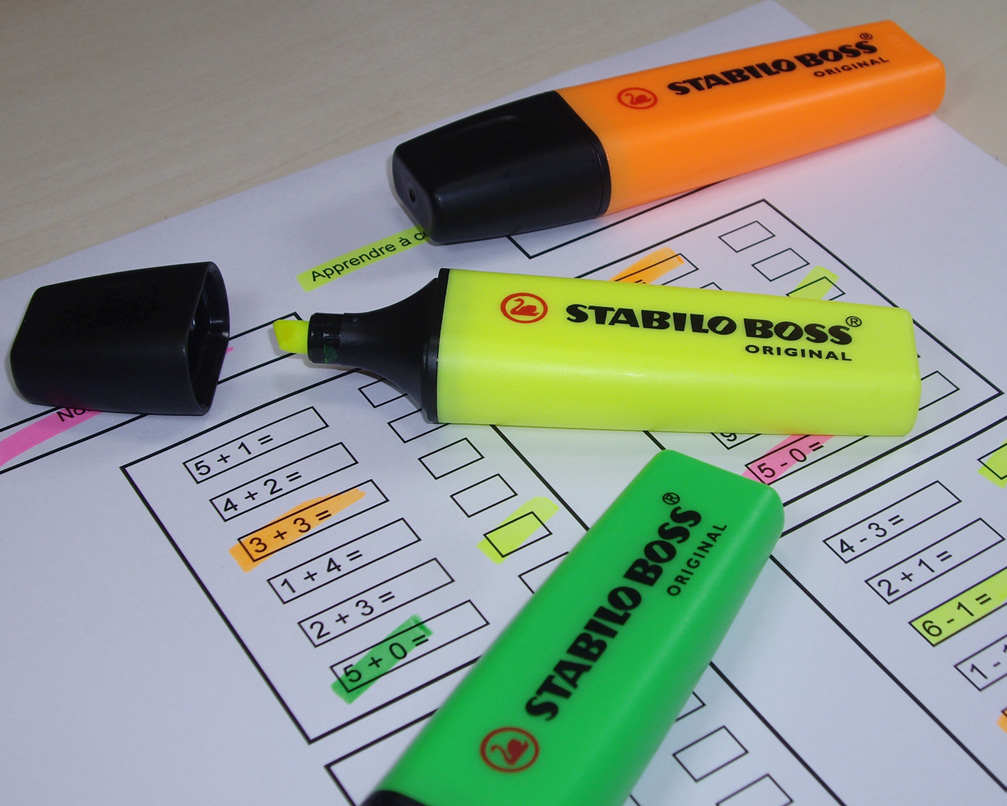
Evidenziatori STABILO BOSS.

Stabilo nacque nel 1855 quando Georg Grossberger e Hermann Christian Kurz iniziarono a produrre matite nella loro fabbrica di Norimberga, seconda città della Baviera, nonché culla delle principali industrie di strumenti di scrittura moderne.
Un anno dopo l'inizio dei problemi familiari del 1864, la fabbrica fu venduta per 32.000 fiorini olandesi a Gustav Adam Schwanhäusser, figlio di un ristoratore: nacque così la Schwanhäusser-Bleistiftfabrik.
Con lo sviluppo di nuovi macchinari e prodotti, nel 1875 Schwanhäusser iniziò a produrre la prima matita copiativa colorata, di cui fece brevettare 3 colori. Alla morte di Schwanhäusser, l'azienda fu ereditata dai due figli August (che si dedicò prevalentemente ai lavori tecnici) e Eduard. Quest'ultimo creò prodotti nuovi tra cui la matita Stabilo con mina sottile, "stabil" in tedesco, da cui derivò l'attuale nome dell'azienda. Era il 1927.
Per sopravvivere durante la prima e la seconda guerra mondiale, l'azienda limitò la propria produzione a 3 sole matite per bambini, Stabilo, Othello e Swano; oltre alle scelte strategiche, per superare le difficoltà fu fondamentale l'apporto delle donne operaie.
Il 2 gennaio 1945 gli alleati bombardarono e devastarono Norimberga e anche la fabbrica Schwanhäusser fu distrutta.
Nel frattempo Eduard morì e gli successero alla guida dell'azienda i 2 figli Gustav e August.
Nel 1969 Stabilo iniziò a produrre  penne in fibra o più semplicemente pennarelli, come lo Stabilo Pen 68.
Nel 1971 nacque l'evidenziatore Stabilo Boss, che raggiunse 1,6 miliardi di vendite e risultò innovativo poiché usava un inchiostro interamente atossico e fluorescente.
A metà degli anni 2000 l'azienda tedesca si concentrò sullo sviluppo di un progetto, che coinvolgeva esperti di psicomotricità infantile, insegnanti della scuola primaria ed esperti di ergonomia. Nacque Stabilo's move (oggi EASYoriginal), penna ergonomica studiata per facilitare la corretta impugnatura da parte dei bambini che stanno imparando a scrivere. Questa penna, così come tutte le altre sviluppate in seguito e appartenenti a questa linea, è differenziata per mancini e destrorsi.

## Logo
Il cigno è da sempre il simbolo di Stabilo. Non è solo un'allusione al nome della famiglia Schwanhäusser (Schwan, infatti, in tedesco significa "cigno"), ma rappresenta anche la purezza e la bellezza.